# Georg Segler
Georg Segler (* 11. Juli 1906 in Rennberg im Landkreis Schlawe i. Pom.; † 30. September 1978 in Hohenheim) war ein deutscher Agrarwissenschaftler, Hochschullehrer, Buchautor, Direktor des Instituts für Landtechnik der Landwirtschaftlichen Hochschule Hohenheim (1957 bis 1974), ab 1961 Honorarprofessor für Landmaschinen an der Technischen Hochschule Stuttgart und Erfinder. 

## Leben und Wirken
Georg Segler war nach dem Maschinenbaustudium von 1925 bis 1929 an der Technischen Hochschule München von 1929 bis 1933 Assistent am Institut für Landmaschinenwesen der Preußischen Landwirtschaftlichen Versuchs- und Forschungsanstalten in Landsberg (Warthe) und am Institut für Landtechnik an der Humboldt-Universität Berlin unter Carl Heinrich Dencker (1900–1967). 1934 promovierte er mit seiner Dissertation „Untersuchungen an Körnergebläsen und Grundlagen für ihre Berechnung“ zum Dr.-Ing. bei Georg Kühne (1880–1941) an der Technischen Hochschule München.
Von 1933 bis 1941 war er als Konstrukteur  bei den Firmen Heinrich Lanz AG in Mannheim, zusätzlich Versuchsleiter bei Gebr. Röber in Wutha, zusätzlich Betriebsleiter bei Petermann-Werke in Warendorf und bei der Landmaschinenfabrik der Friedrich Krupp AG in Essen, zuletzt als Chefkonstrukteur, tätig. In diesem Zeitraum entwickelte er zahlreiche Patente. Seine Tätigkeit, ab Januar 1942, als Ordinarius für Landtechnik an der Landwirtschaftlichen Fakultät der Reichsuniversität Posen wurde durch seinen Wehrdienst 1943 und im Januar 1945 unterbrochen.
Nach einer zweijährigen Tätigkeit wiederum bei den Petermann-Werken erhielt er durch das englische Landwirtschaftsministerium die Möglichkeit als Gastwissenschaftler an dem National Institute of Agricultural Engineering (NIAE) in Silsoe tätig zu werden, um 1949, mit Unterstützung des Kuratorium für Technik in der Landwirtschaft (KTL), einen Forschungsauftrag zu übernehmen. Die in diesem Zusammenhang entstandene Schrift über „Neue Wege zur Verbesserung der Grünfutter- und Heuernte“ gab der industriellen- und landwirtschaftlichen Entwicklung zusätzliche Ansätze.
Während seiner Tätigkeit von 1950 und ab 1952 als Ordinarius für Landmaschinen an der Fakultät für Maschinenwesen der Technischen Hochschule Braunschweig legte er den „Schwerpunkt“ auf Ingenieurarbeit in Verbindung mit landwirtschaftlicher Praxis, die er durch seine Bücher „Pneumatic Grain Conveying“ (1951) und „Maschinen in der Landwirtschaft“ (1956) sowie zahlreiche Veröffentlichungen untermauerte. Dementsprechend bildeten sich die Arbeitsrichtung wie die Arbeiten seiner Mitarbeiter aus.
Seiner Berufung als Ordinarius für Landtechnik an der Landwirtschaftlichen Hochschule Hohenheim zum 1. Oktober 1957 folgte der Lehrauftrag „Landmaschinen“ an der Technischen Hochschule Stuttgart.
Sein Wirken über Deutschland hinaus belegen seine Tätigkeiten für die National University of Ireland in Dublin als extern examiner für Landtechnik  bis 1969, die Mitgliedschaften in der Königlich Schwedischen Akademie für Forst- und Landwirtschaft, American Society of Agricultural Engineering (ASAE), für die er 1975 mit der Fellowmembership ausgezeichnet wurde, sowie weitere Mitgliedschaften in ausländischen Institutionen und Gremien.
Er war am 13. Oktober 1958 Mitbegründer der VDI-Fachgruppe Landtechnik (Segler, Kloth, und weitere) in Düsseldorf, der er von 1962 bis 1969 vorstand.

## Schriften
- Untersuchungen an Körnergebläsen und Grundlagen für ihre Berechnung. Selbstverlag, Mannheim 1934, OCLC 71922751 (= Dissertation, TH München).
- Wege zur Verbesserung der Grünfutter- und Heuernte. Vortrag aus den Arbeiten der Max-Eyth-Gesellschaft. Neureuter, Wolfratshausen bei München 1950, OCLC 253500834.
- Pneumatic Grain Conveying: With Special Reference to Agricultural Application. Selbstverlag, Braunschweig 1951, OCLC 624376428.
- mit Hans Jürgen Matthies, Jörg Birk: Entwicklung und Erprobung von Heubelüftungsanlagen. in: Schriftenreihe des Land- und Hauswirtschaftlichen Auswertungs- und Informations-Dienstes. Heft 53. AID, Land- und Hauswirtschaftlicher Auswertungs- und Informationsdienst, Bad Godesberg 1952, OCLC 73672022.
- Maschinen in der Landwirtschaft.  Verlag Paul Parey, Hamburg, Berlin 1956, OCLC 13209110.
- 1956 bis 1969 in Zeitschriften veröffentlichte „Jahresübersichten“.
- Eine besondere Bedeutung erlangte das 1988 erstmals erschienene „Jahrbuch Agrartechnik“[2] (18 Jahre redaktionelle Arbeit)